# Fares Helou
Fares Helou ou Fares el-Helou (arabe:  فارس الحلو), né le 15 août 1961 à Mashta al Helou en Syrie, est un acteur syrien, réfugié en France.

## Biographie
Il sort diplômé de l'Institut supérieur d'art dramatique en 1984. Peu de temps après, il obtient un rôle dans le deuxième long métrage de Mohammad Malas, La Nuit en 1992. En 2007, il remporte le prix du meilleur acteur au Festival de Valence pour son rôle dans le film Relations publiques.
En 2011, lors du soulèvement populaire contre le régime de Bachar el-Assad, Fares Helou s'exprime publiquement contre le régime et participe à des manifestations aux côtés d'autres artistes comme Fadwa Souleimane et Kifah Ali Dib,. À la fin de la même année, craignant pour sa sécurité car les forces de sécurité du régime sont après lui, il demande asile en France avec sa famille.
En France, Fares Helou milite contre la dictature syrienne, en faveur de la liberté d’expression et de la cause des détenus en Syrie,,.

## Carrière

### Télévision
- 1992 : ESkan alreh
- 1993 : E'elet Khams Njom
- 1994 : Nihayat Rajol Shojaa
- 1996 : Sawt alfadaa alranan
- 1997 : Alfaray
- 1997 à la télévision|1997]: Ahalam abu alhana
- 1998 : Albahar
- 1998 : Al-thorya
- 1999 : Agher ayam eltot
- 2000 : Seert Al-Eljalaly
- 2001 : Sham shereef
- 2001 : Ahlam la tamot
- 2002 : Zaman elwsol
- 2002 : Had Al-hawya
- 2003 : Arabiat
- 2006 : Jeeran
- 2006 : Alwarda Al-aghera
- 2006 : Haseeba
- 2006 : Barood ..Ahrbo
- 2006 : Madrast Al-aastaz bahjt
- 2007 -2009 : Alhosrom al-shami saisons 1,2 et 3
- 2009 : kashf el akneaa (Revealing Masks)
- 2009 à la télévision|2009 : Agher Ayam Alhob
- 2010 : Alhasan w Alhusien
- 2010 : Laanet Alteen
- 2010 : Taght sharqy (arabe : تخت شرقي)
- 2010 : Al zelzal (Earthquake)
- 2010 : Spotlight season 7
- 2011 : Dalela w elzaabak
- 2015 : Le Bureau des légendes
- 2015 : Wjouh w amaken (Faces and places)

### Théâtre
- Skan el kahef (arabe : سكان الكهف)
- The story of a spoken death (arabe : قصة موت معلن) - Supermarket - A scandal at the port

### Cinéma
- 1982 : Les rêves de la ville[8]
- 1992 : La Nuit
- 2002 : Swndok al-dounia
- 2005 : Relations publiques
- 2008 : La Dernière Transfiguration de Ghaylân Le Damascène[9]
- 2010 : Dimachq maa hobi (Damas avec mon amour[10])
- 2021 : Le traducteur[11]
- 2024 : Les Barbares